# 番組フォーマット
番組フォーマット（ばんぐみフォーマット）とは、番組を構成する形式や進行方式などの枠組みを指す。
狭義では後述の販売されるフォーマットの事を示す。

## 番組フォーマットの販売
直接番組自体を販売する番組販売形式とは異なり、販売元の放送局側は番組の企画やノウハウを提供し、購入する放送局側は、そのフォーマットに基づいて自国の制作スタッフや出演者で現地版を制作する形式である。
元々は言語の違う国々が隣接している地域で多く用いられていたが、『パワーレンジャー』や『アイアン・シェフ・アメリカ』のようにコンテンツの人気を理由に購入した例もある。
番組フォーマットを知的財産として法的に保護し、業界の紛争を仲裁することを目的とした国際的な業界団体として、FRAPA（Format Recognition and Protection Association）がある。